# وان آلن پروبز

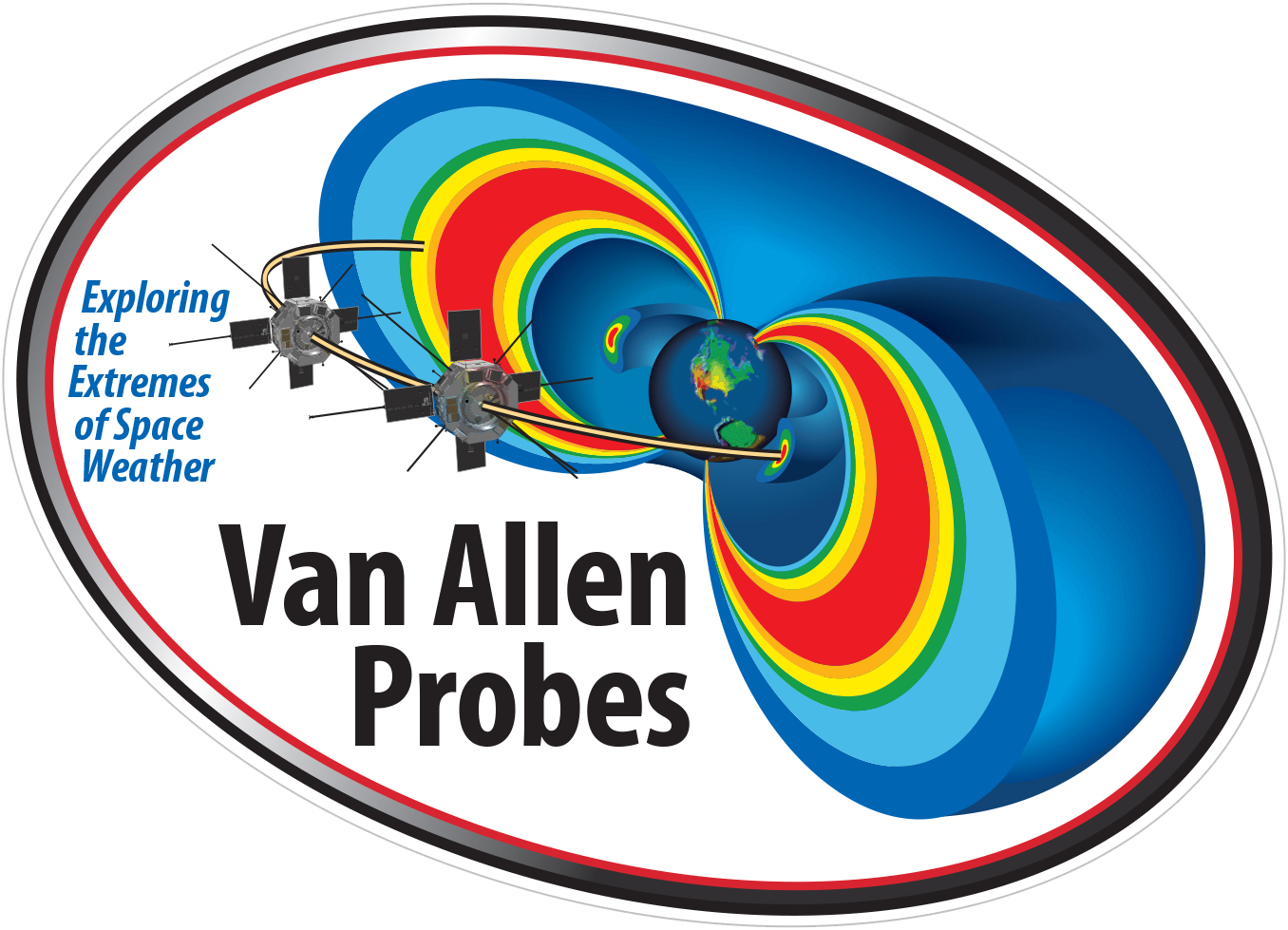
نشان وان آلن پروبز

وان آلن پروبز (به انگلیسی: Van Allen Probes) شامل دو فضاپیمای روباتیک بود که برای مطالعهٔ کمربند تابشی وان آلن که زمین را احاطه کرده‌اند، مورد استفاده قرار گرفت. این پروژه توسط ناسا انجام‌گرفت. این دو فضاپیمای روباتیک در تاریخ ۳۰ اوت ۲۰۱۲ به فضا پرتاب‌شدند.